# Jasminum sambac
Jasminum sambac, conegut vulgarment com a sambac, gessamí d'Aràbia o diamela, és una espècie de gessamí procedent de l'Àsia meridional. Es presenta en forma d'arbust enfiladís de fulla perenne i pot arribar fins als tres metres d'alçada. Va ser molt popular a les cases de camp al pas del segle xix al xx arreu del País Valencià.